# Boosaaso
Boosaaso (arapski: بوصاصو), negdašnji Bandar Qasim, treći je somalijski grad po veličini i njezina najveća luka, smještena na obali Adenskog zaljeva. Sjedište je istoimenog okruga i pokrajine Bari te sa 700 000 stanovnika najveći grad savezne države Puntland. Kao jedan od najstarijih gradova na području Somalije osnovan je u 14. stoljeću.
Grad ima vrlo raznovrsno gospoarstvo koje uključuje bankarstvo, zrakoplovstvo, prehrambenu i tekstilnu industriju, logistiku i energetiku. Uz glavni grad Mogadiš, on je i obrazovno, medicinsko i političko središte te kao najveća pomorska luka značajno izvozno i prometno središte. Uz sve nabrojane gradotvorne funkcije, Boosaaso je poznat po iznimnoj turističkoj ponudi na obali i unutrašnjosti.

## Povijest

### Antika
U vrijeme Antičke Grčke, grčki prekomorski trgovci osnovali su prekomorsku koloniju (emporij) Mosylon (starogrč. Μοσυλλόν) na području današnjeg Boosaasa. Mosylon je bila važna luka za uvoz cimeta s područja antičke Indije, koji se potom prevozio na Sredozemlje. Grčki fizičar, farmakolog i botaničar Dioskorid prozvao je tadašnji Mosylon lukom s najraznovrsnijim izborom začina u cijelom antičkom svijetu. O važnosti luke svjedoči i činjenica da se u nju dovozila posebna vrsta cimeta prozvana Mosyllitic. Budući da je cimet bio vrlo rijedak začin, zbog svoje vrijednosti bio je vrlo skup, te je Rimsko Carstvo dio svojeg bogatstva spremalo u cimetu, kupljenom u Mosylonu.
Prema zapisima Plinija Starijeg stanovnici Mosylona su od drevnih Egipćana uvozili cijenjeno i visokokvalitetno helenističko staklo, grožđe iz Diosoplisa (u blizini današnjeg Tel Aviva) te odjeću s berberskih tržnica, kao i vino i kositar. Glavni izvozni proizvodi bili su guma, kornjačini okolopi, kadilo i slonovača. Plinije nadodaje da je zbog cimeta engleski faraon Sesostris nakratko i zaratio sa somalskim plemenima, s kojima se sukobio kod luke Isis.

### Novija povijest
U prošlosti grad je bio poznat pod nazivom Bandar Qasim, a podrijetlo vuče od somalijskog trgovca istoga imena. Prema predaji, njegova najdraža deva zvala se Boosaas, iz čijeg se imena tijekom povijesti izveo današnje ime grada. Ipak, prema najstarijim povijesnim zapisima iz vremena osnivanja grada (14. stoljeće) Boosaaso se spominje pod imenom Qasimov grad. Naselje su osnovali, i veći dio njegova postojanja naseljavala dva velika plemena Harti i Darood.
Nakon stjecanja neovisnosti, grad postaje sjedište pokrajine Bari, a s početkom Somalijskog građanskog rata i osnivanja savezne države Puntland početkom 1990-ih, prerasta u gospodarski i geopolitički najvažniji grad sjeveroistoka Somalije, velikim dijelom zahvaljujući zemljopisnom smještaju. Od 2004., kada je imao 165 000 stanovnika, grad bilježi brzi rast stanovništva te je 2015. u njemu živjelo 700 000 stanovnika. Time je prerastao u treći najveći somalijski grad.

## Gradovi prijatelji
Boosaaso njeguje gradsko prijateljstvo sa sljedećim gradovima:
- Doha, Katar (od 1994.)
- Minneapolis, SAD (od 2014.)

## Vanjske poveznice
- Službene stranice općine  Arhivirana inačica izvorne stranice od 1. listopada 2016. (Wayback Machine)